# Arnold Neher
Bernard Arnold Neher (* 29. September 1846 in Schaffhausen; † 7. März 1906 ebenda) war ein Schweizer Landschaftsgärtner und Bühnenautor in Schaffhauserdeutsch (Schafhuusertüütsch).

## Leben

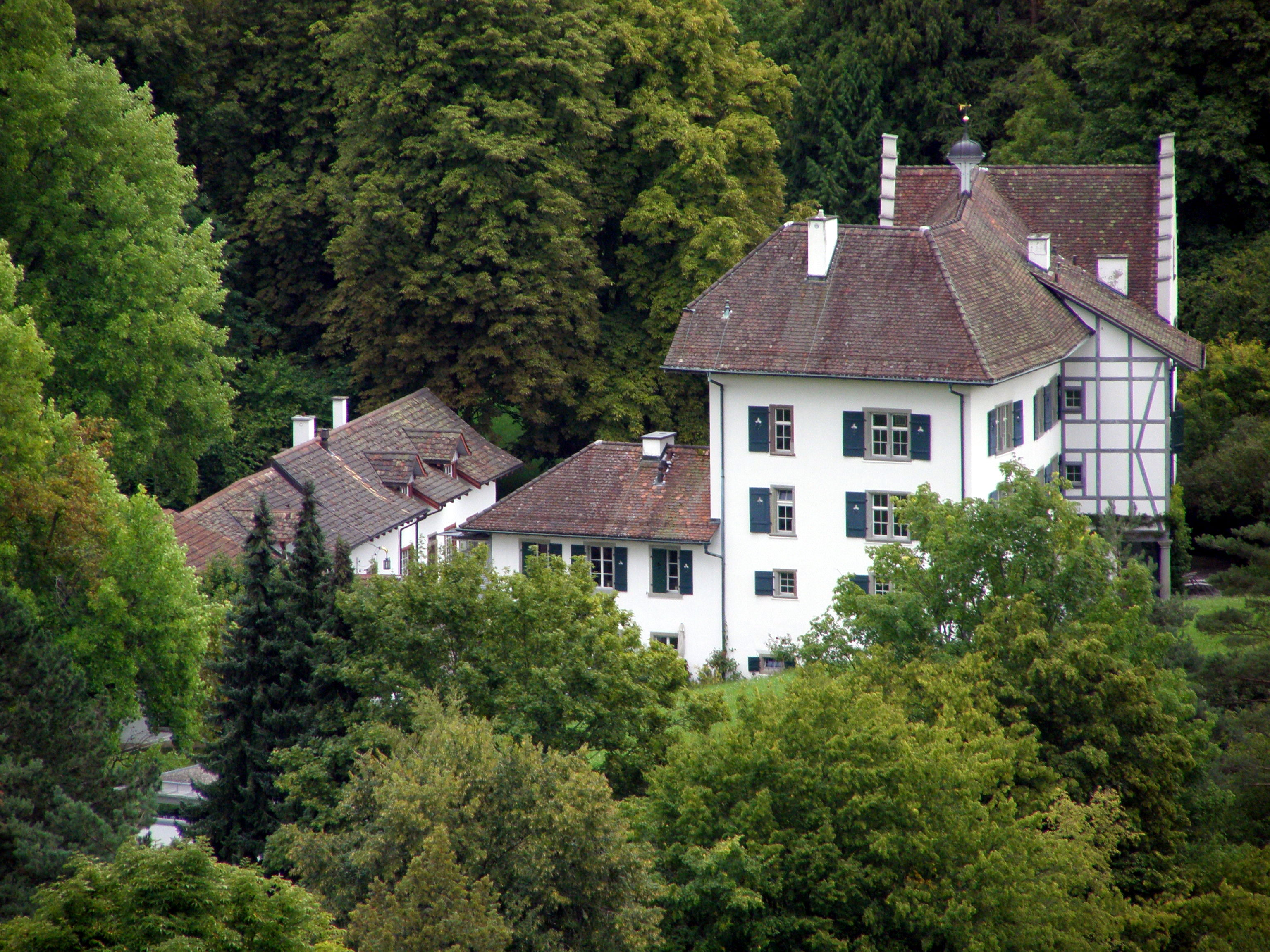
Sonnenburggut Schaffhausen

### Familie
Arnold Neher entstammte der Unternehmerfamilie Neher und war der zweite Sohn des Industriellen Johann Conrad Neher und dessen Ehefrau Carolina (geb. Stokar von Neunforn); er hatte drei Geschwister. Sein Grossvater war Johann Georg Neher und Oscar Neher war sein Cousin, seine Cousine Charlotte Neher war mit dem Industriellen Gustave Naville verheiratet.
Er heiratete am 15. Oktober 1877 Marie Rosa Wilhelmine, genannt Mina (* 5. August 1856 in Brescia in Italien; † 1930 in Rom) aus Glarus, die Tochter von Johann Jacob Bäbler (1826–1905); die Ehe blieb kinderlos.
Ab 1870 lebte er auf dem Sonnenburggut in Schaffhausen, wo er auch starb.

### Werdegang
Nach Beendigung der Kantonsschule Schaffhausen begann er am 1. Juni 1863 eine kaufmännische Lehre in Genf, die er nach wenigen Wochen abbrach. Von 1864 bis 1866 erhielt er eine Ausbildung zum Kunstgärtner an der Ecole d’horticulture, einer Lehranstalt für Gärtner, die Louis van Houtte 1849 gegründet hatte, in Gent. Dort lernte er auch seinen späteren Geschäftspartner Evariste Mertens kennen.
Er war 1867 für ein Jahr in Paris und, gemeinsam mit Evariste Mertens, von 1868 bis 1870 in Sefton Park in Liverpool tätig.
Von 1870 bis 1885 betrieb er mit Evariste Mertens eine eigene Landschaftsgärtnerei in Schaffhausen; gemeinsam schufen sie unter anderem den Belairpark in Schaffhausen.

### Schriftstellerisches und gesellschaftliches Wirken
Anlässlich der vierhundertsten Wiederkehr der Aufnahme Schaffhausens in das eidgenössische Bündnis (siehe auch Geschichte des Kantons Schaffhausen) stellte Arnold Neher 1901 sein Landgut für die Aufführung eines Festspiela zur Verfügung. In dieser Zeit entschloss er sich, Schaffhausen am Rand des Engewalds einen Teil seines Grundstücks zu überlassen, das zu einer Festhalde umgebaut werden sollte, allerdings setzte sich im Laufe der Zeit der Begriff Neheranlage durch. Nach seinem Tod wurde dem Verschönerungsverein Schaffhausen eine Parzelle des Geländes überlassen und sein Geschäftspartner Evariste Mertens, der diesen Plan ausführte, liess 1908 einen Gedenkstein setzen.
Gemeinsam mit den Schleitheimern Anton (1827–1916) und Samuel Pletscher (1838–1904) galt Arnold Neher als Begründer der Schaffhauser Mundartliteratur. Er veröffentlichte einaktige Lustspiele in der städtischen Mundart. Die überwiegenden Zahl seiner Stücke wurde kurz nach seinem Tod veröffentlicht. Seine Einakter wurden unter der Regie von Eduard Haug aufgeführt.

## Mitgliedschaften
Arnold Neher war 1873 Mitbegründer des Verschönerungsvereins Schaffhausen.

## Schriften (Auswahl)
- Am Böllemärkt. Lustspiel in 1 Akt. Andelfingen 1895.
- mit Johann Rudolf Amsler: Schaffhuserdütsch – Lustspiele in Schaffhauser Mundart. Paul Schochs Buchdruckerei, Schaffhausen 1906.[11]
- Dialektszenen aus dem Nachlass von Arnold Neher. Schaffhausen 1909.